# Uriel (archanděl)
Uriel je archanděl známý z židovské tradice. Podle 1. knihy Henochovy (kap. 72-82, tj. třetí samostatný oddíl nazývaný Astronomická kniha) provázel Henocha po nebi a ukázal mu tajemství týkající se pohybu nebeských těles. Je průvodním andělem i v případě zjevení daných Ezdrášovi v 4. knize Ezdrášově. Je definován v pravoslaví jako jeden z osmi archandělů.

## V populární kultuře
Jméno Uriel používá jako pseudonym zpěvačka Jana Kratochvílová.
Uriel se objevuje i v počítačové hře Quake III Arena a Diablo III.
Uriel se také objevuje v americkém seriálu Lucifer.